# Малые Калетинцы
Малые Калетинцы (укр. Малі Калетинці) — село в Белогорской поселковой общине Шепетовского района Хмельницкой области Украины.
Население по переписи 2001 года составляло 258 человек. Почтовый индекс — 30220. Телефонный код — 3841. Занимает площадь 0,099 км². Код КОАТУУ — 6820389003.
До июля 2020 года село находилось в составе Белогорского района.
В июне 2020 года Малые Калетинцы вошли в состав новой территориальной общины — Белогорской поселковой общины.
17 июля 2020 года, в результате административно-территориальной реформы и ликвидации Белогорского района, село вошло в состав укрупнённого Шепетовского района.

## Местный совет (до 2020 года)
30220, Хмельницкая обл., Белогорский р-н, с. Хорошев, ул. Центральная, 50